# 日本宣教百年記念聖書信仰運動
日本宣教百年記念聖書信仰運動（にほんせんきょうひゃくねんきねん せいしょしんこううんどう、Japan Protestant Centennial）は、1959年、日本におけるプロテスタントの宣教100年を祝うため、「聖書信仰」を軸として福音的な諸教団・教派が協力し展開された運動。

## 東京大会
同年秋に大会が各地で開催され、11月18日の東京大会には、カナダ・トロントのピューピルズ・チャーチ牧師のオスワルド・スミス博士を主講師として、福音的な旧約学者エドワード・J・ヤング博士、新約学者ロジャー・ニコル博士などが来日して講演を行った。この日、大会宣言が発表される。

## 日本宣教百年記念聖書信仰運動大会宣言
| 「 | 聖書、即ち万物の創造者であり、又人類歴史の支配者である神の誤りなき御言葉によって、 我らは茲に日本の国に於ける福音宣教百年記念に当って、次の宣言をなし、 来るべき宣教第二世紀の為に立てる、我らキリスト者の証しの言葉とする。 一、我らは過去百年間、キリスト者として、個人生活的にも、亦国民生活的にも、 一切の偶像崇拝を廃棄すべき聖書の命令に応えることに於いて、 欠けたところの多かったことを神の前に反省し、痛切なる悔改めを告白する。 ニ、我らは聖書によって、国家と教会が、共に神の主権の下に立つ、二種の相異なる正当な秩序であることを認め、政教分離の原則に基づき、信教自由の基本的人権を保護する現行憲法を、その点に関して聖書的と認めて支持する。 三、我らは我が国に於いて、右の政教分離の原則が無視され、信仰の自由が甚だしく圧迫された過去にかんがみ、今後国家行事の中に、宗教的要素の混入することのないように監視し、 かかる過誤の排除に積極的に努力する。 殊に伊勢神宮は宗教であるが故に皇室との密接なる関係、惑いは国民の精神的中心、 惑いは祖先崇拝の美風、等の如何なる理由又は名目によっても、国家の特別厚遇を受くべきでなく、 又かかるものとして国民一般に強制されてはならないことを、重要なる点として強調する。 以上の三点を貫いて、国家と教会との正しいあり方のために、我らは一つの聖書信仰によって、協力して信仰のよき戦いを戦うことを誓う。 | 」 |

## 日本プロテスタント聖書信仰同盟
この運動は、宣教100年記念の年が終わった時に、日本プロテスタント聖書信仰同盟 (Japan Protestant Conference) として、一つの運動から組織体へと変貌した。運動であった期間、また、組織へと変容した時も、その中心的な役割を果たしたのが、日本キリスト改革派教会の岡田稔、イムマヌエル綜合伝道団の蔦田二雄などであった。聖書信仰同盟は、当時キリスト教会に大きな影響を与えていた破壊的聖書批評学 (Higher Criticism) に対抗して、聖書を「誤りなき神のことば」として受け入れ、聖書に従ったキリスト教信仰の理解と実践とを推進することを目的としていた。
後にこの団体は、日本福音同盟の再編成にあたり、他の2団体とともにその創設団体としての働きを果たし、発展的に団体の全国組織を解消した。その後も各地域で聖書信仰運動を継続し、聖書信仰を継承した。また、戦後の時点でエキュメニカル派（リベラル派）対、福音派（聖書信仰派）の比率が26対1であったものが、1990年の時点では5対5になっていた。聖書信仰は日本にしっかりと根付き、福音派は大きく羽ばたいたのである。